# Антим Евбейски
Антим (на гръцки: Άνθιμος, Антимос) е гръцки духовник, митрополит на Вселенската патриаршия и Църквата на Гърция.

## Биография
Роден е в XVIII век в Солун, Османската империя. През септември 1820 година е избран и по-късно ръкоположен за митрополит на Навпакт и Арта. През март 1821 година е затворен от османските власти, след избухването на Гръцкото въстание. През октомври 1826 година е принуден да подаде оставка. През март 1828 година, след освобождението на Атина, той е избран за митрополит на Атина и Левадия. През пролетта на 1829 година бягва от окупираната от турците Атина и се установява в Навплио, но по заповед на министър-председателя Йоанис Каподистрияс е затворен в манастира Мега Спилео. През май 1830 година отива в Аргос. Не му е позволено да се върне в освободената Атина и е принуден да се засели в Навплио. След едностранното провъзгласяване на автокефалията на Църквата на Гърция в 1833 година, Антим е избран от регентството на 21 ноември 1833 година за управляващ митрополит на Евбейската епархия. Умира на 2 август 1836 година в Ксирохори, Евбея.